# Aphrodisium
Aphrodisium es un género de escarabajos longicornios de la tribu Callichromatini.

## Especies
- Aphrodisium albardae
- Aphrodisium attenuatum
- Aphrodisium basifemorale
- Aphrodisium cantori
- Aphrodisium convexicolle
- Aphrodisium cribricolle
- Aphrodisium delatouchii
- Aphrodisium distinctipes
- Aphrodisium faldermannii
- Aphrodisium gibbicolle
- Aphrodisium gregoryi
- Aphrodisium griffithii
- Aphrodisium hardwickianum
- Aphrodisium implicatum
- Aphrodisium inexspectatum
- Aphrodisium laosense
- Aphrodisium luzonicum
- Aphrodisium metallicolle
- Aphrodisium muelleri
- Aphrodisium neoxenum
- Aphrodisium niisatoi
- Aphrodisium ohkurai
- Aphrodisium panayarum
- Aphrodisium planicolle
- Aphrodisium robustum
- Aphrodisium rufofemoratum
- Aphrodisium sauteri
- Aphrodisium saxosicolle
- Aphrodisium schwarzeri
- Aphrodisium semignitum
- Aphrodisium semipurpureum
- Aphrodisium sinicum
- Aphrodisium strandi
- Aphrodisium thibetanum
- Aphrodisium tonkineum
- Aphrodisium tricoloripes
- Aphrodisium vermiculosum
- Aphrodisium viridescens
- Aphrodisium viridiaeneum